# Adalbert Schnizlein
Adalbert Carl Friedrich Hellwig Conrad Schnizlein (* 15. April 1814 in Feuchtwangen; † 24. Oktober 1868 in Erlangen) war ein deutscher Botaniker. Sein offizielles botanisches Autorenkürzel lautet „Schnizl.“

## Leben
Adalbert Schnizleins Vater war der Botaniker Karl Friedrich Christoph Wilhelm Schnizlein (1780–1856).
Seine Mutter war Doris Schnizlein, Tochter des bayerischen Kirchenrates, Prodekans und Pfarrers Johann Friedrich Salomon Luz.
Schnizlein absolvierte zunächst in Ansbach und Nördlingen eine Ausbildung zum Apotheker. Im Anschluss an seine Lehre nahm er an der Universität München ein Studium der Pharmazie auf und promovierte schließlich 1836 an der Universität Erlangen. Neun Jahre später folgte seine Habilitation.
1850 wurde Schnizlein als Nachfolger von Wilhelm Daniel Joseph Koch zum Professor für Botanik an der Universität Erlangen berufen und er übernahm die Leitung des Botanischen Gartens der Stadt.
Für Band 4 Nummer 1 (1852/63) der Flora brasiliensis des deutschen Botanikers Carl Friedrich Philipp von Martius schrieb er über die „Lacistemaceae“. Für das anfangs von Theodor Friedrich Ludwig Nees von Esenbeck veröffentlichte Genera plantarum florae germanicae verfasste er die Lieferungen mit den Nummern 25, 28 und 31.
Schnizlein war Morphologe, Systematiker und Florist sowie ein ausgezeichneter Zeichner. Er war Ehrenmitglied der naturforschenden Gesellschaft zu Bamberg und wurde am 15. Oktober 1843 mit dem Beinamen Lobelius II. als Mitglied (Matrikel-Nr. 1524) in die Gelehrtenakademie Leopoldina aufgenommen.

## Schriften
- Iconographia familiarum naturalium regni vegetabilis … 1843–1870.
- Die natuerliche Pflanzenfamilie der Typhaceen mit besonderer Ruecksicht auf die deutschen Arten bearbeitet. C. H. Beck, Noerdlingen 1845 (Digitalisat in der Google Buchsuche).
- Die Flora von Bayern. Carl Heyder, Erlangen 1847 (Digitalisat).
- mit Sturm, J.W.: Verzeichniss der phanerogamen und kryptogamen s.g. Gefäß-Pflanzen in der Umgegend von Nürnberg und Erlangen. Eigenverlag. Erlangen. 1847. 38+VI S.
- mit Albert Frickhinger: Die Vegetations-Verhältnisse der Jura- und Keuperformation in den Flussbieten der Wörnitz und Altmühl. Mit einer geognostisch-topographischen Karte des Bezirkes. C. H. Beck, Noerdlingen 1848 (Digitalisat in der Google Buchsuche).
- mit Ernst Friedrich Berger: Die Bestimmung der Gartenpflanzen auf systematischem Wege: eine Anleitung, leicht und sicher die unterscheidenden Merkmale der vorzüglichsten in den Gärten, Gewächshäusern und Anlagen vorkommenden Gewächse zu finden, nebst Angabe von Autor, Dauer, Cultur und Vaterland im alphabetischen Register; für Botaniker, Gärtner und Gartenfreunde, Palm und Enke, Erlangen 1855 (Digitalisat).
- mit Sturm, J.W.: Verzeichniss der phanerogamen und gefäßkryptogamen Pflanzen in der Umgegend von Nürnberg und Erlangen. Zweite, gänzlich umgearbeitete Auflage. Wilhelm Schmid. Nürnberg. 1860. 139+XII S.